# Hiroaki Hiraoka
Pour les articles homonymes, voir Hiraoka.
Hiroaki Hiraoka (平岡 拓晃, Hiraoka Hiroaki), né le 6 février 1985 à Hiroshima, est un judoka japonais en activité évoluant dans la catégorie des moins de 60 kg (poids super-légers).

## Palmarès
| Année | Compétition           | Lieu      | Résultat | Catégorie      |
| ----- | --------------------- | --------- | -------- | -------------- |
| 2009  | Championnats du monde | Rotterdam | 2e       | Moins de 60 kg |
| 2010  | Championnats du monde | Tokyo     | 3e       | Moins de 60 kg |
| 2011  | Championnats du monde | Paris     | 2e       | Moins de 60 kg |
| 2012  | Jeux olympiques       | Londres   | 2e       | Moins de 60 kg |